# 田出井山古墳

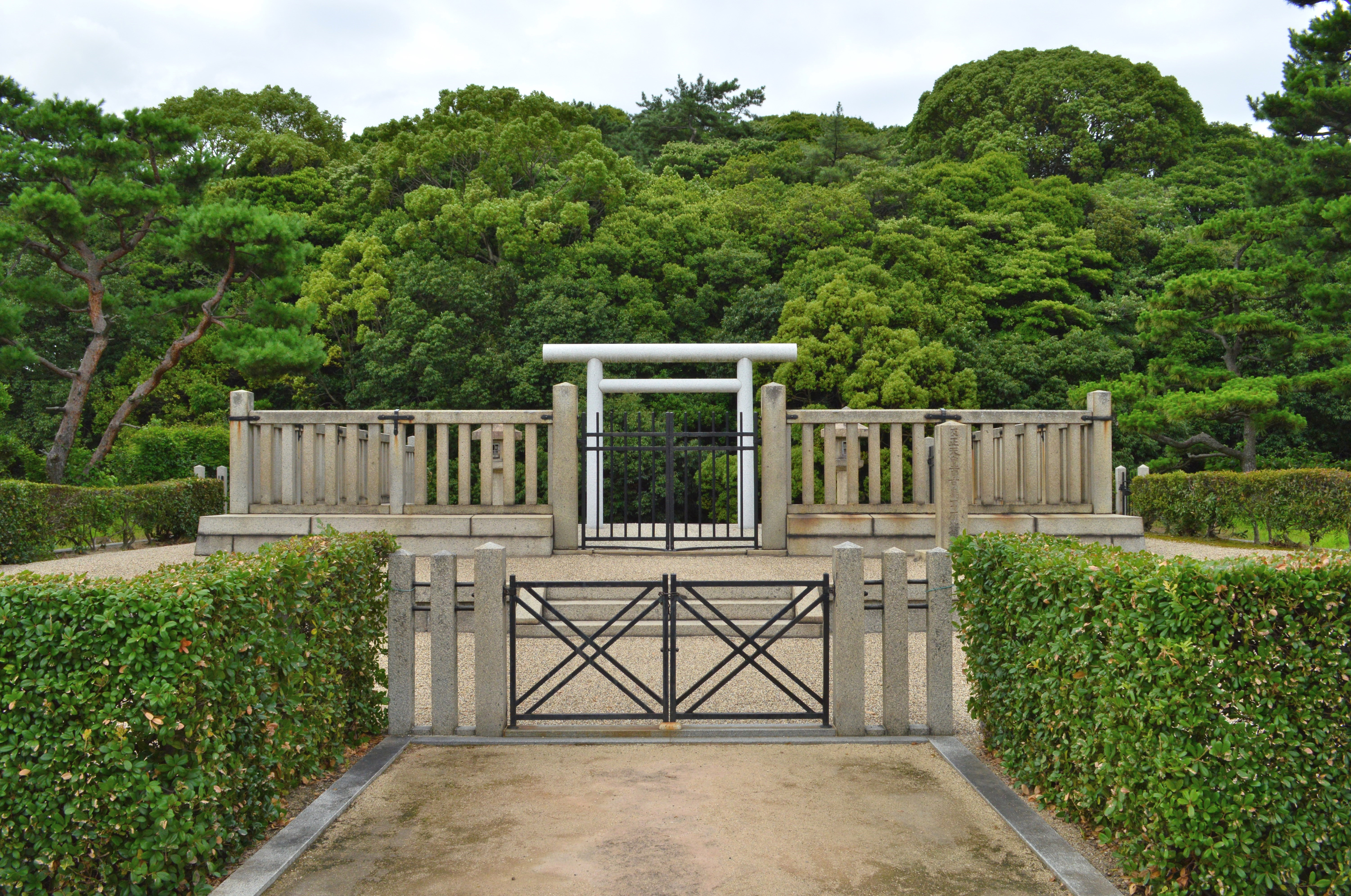
反正天皇百舌鳥耳原北陵的拜所

田出井山古墳（日语：／ Tadeiyamakofun）是位於日本大阪府堺市堺區北三國丘町的一座前方後圓墳，為百舌鳥古墳群的構成墳之一，也是世界遺產百舌鳥·古市古墳群的組成部份之一。雖然實際的入葬者不明，但是宮內廳則認為古墳是第18代反正天皇的陵墓參考地，稱為百舌鳥耳原北陵。

## 概要

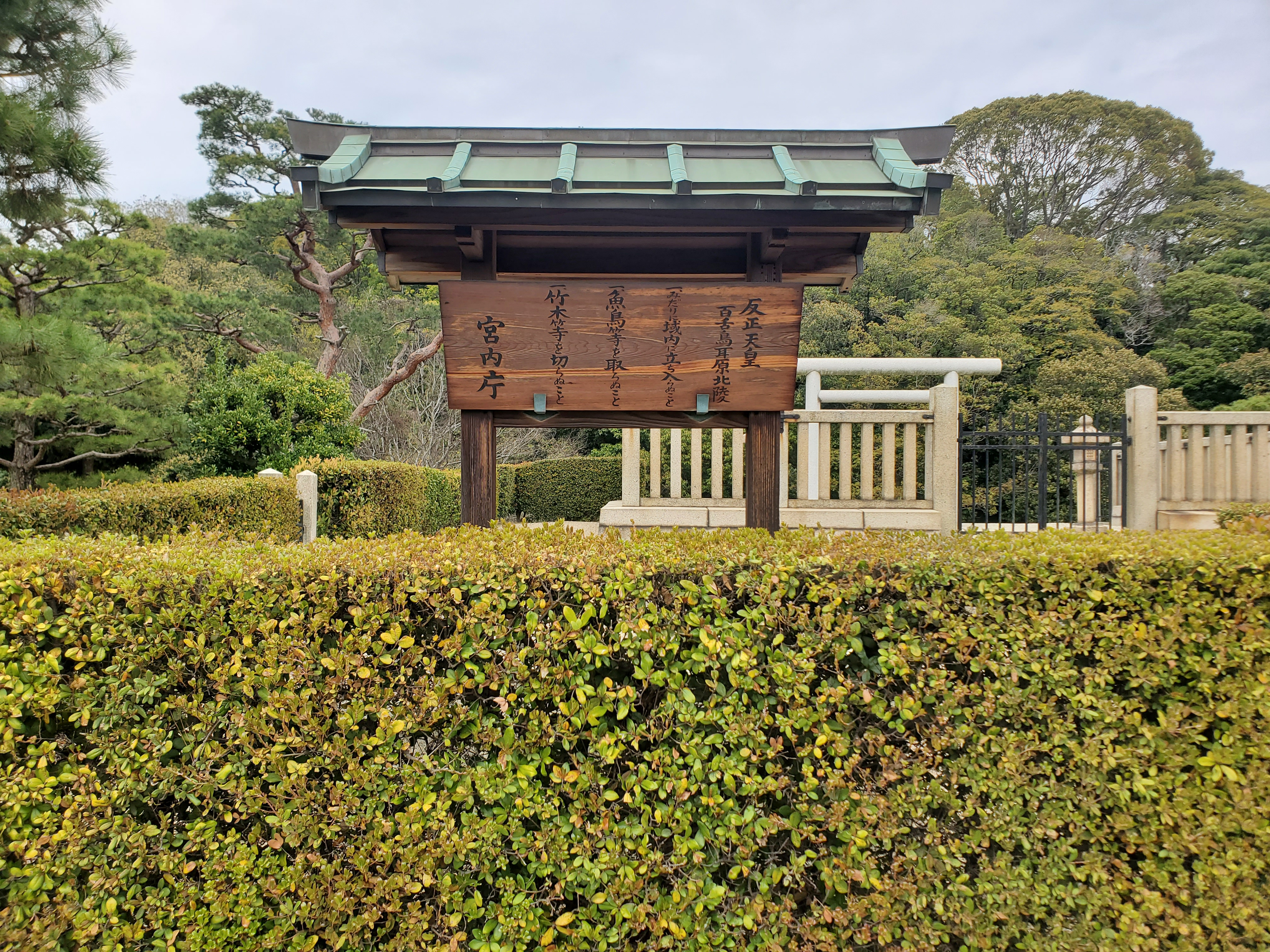
田出井山古墳宮內廳標示

古墳位處於百舌鳥古墳群的北面部份，長148米墳丘在百舌鳥古墳群中排第7大。墳丘有三層，以前曾建有雙重壕。從墳丘的形狀和出土的埴輪推測，估計古墳建於古墳時代中期（約5世紀中）。古墳附近亦建有由宮內廳管理，被認為是陪葬墓的鈴山古墳和天王古墳。
作為反正天皇的陵墓，古墳由宮內廳作管理，在江戶時代的繪圖等則稱為「反正天皇陵」或「楯井陵」，其中楯井是向井町的別名，也是古墳現在名稱的由來，其東北面建有方違神社。
與同樣是天皇陵的另外兩座百舌鳥耳原陵—大仙陵古墳和上石津御陵古墳相比，古墳的規模相對地要小很多，因此也有很多意見質疑此古墳到底是否真的是反正天皇陵，與此同時宮內廳也將比此古墳規模更大的土師御陵古墳視為反正天皇的陵墓參考地。
1869年時測量而成的「反正帝御陵外廻分見略圖」藏於堺市立圖書館。

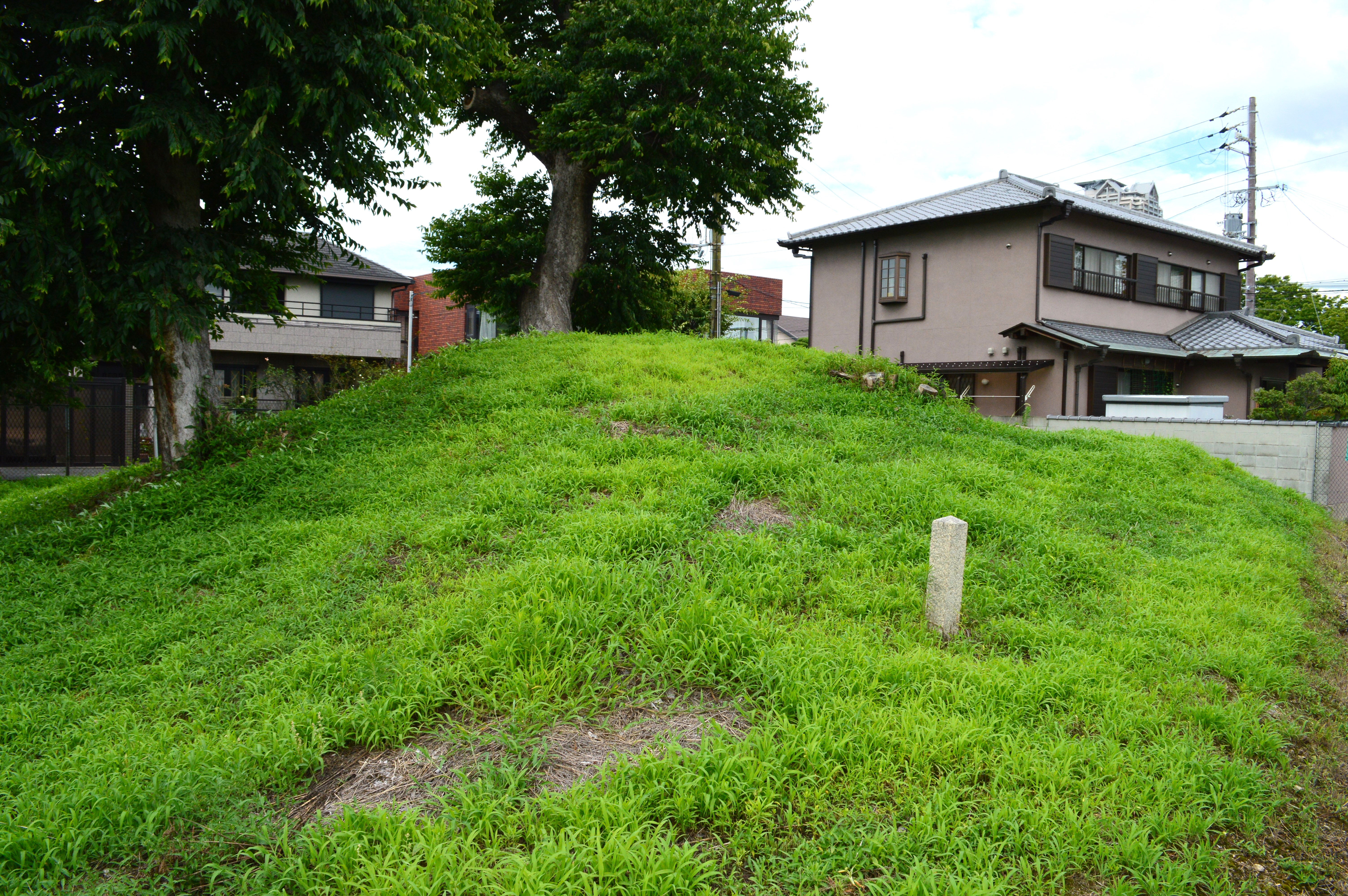
鈴山古墳
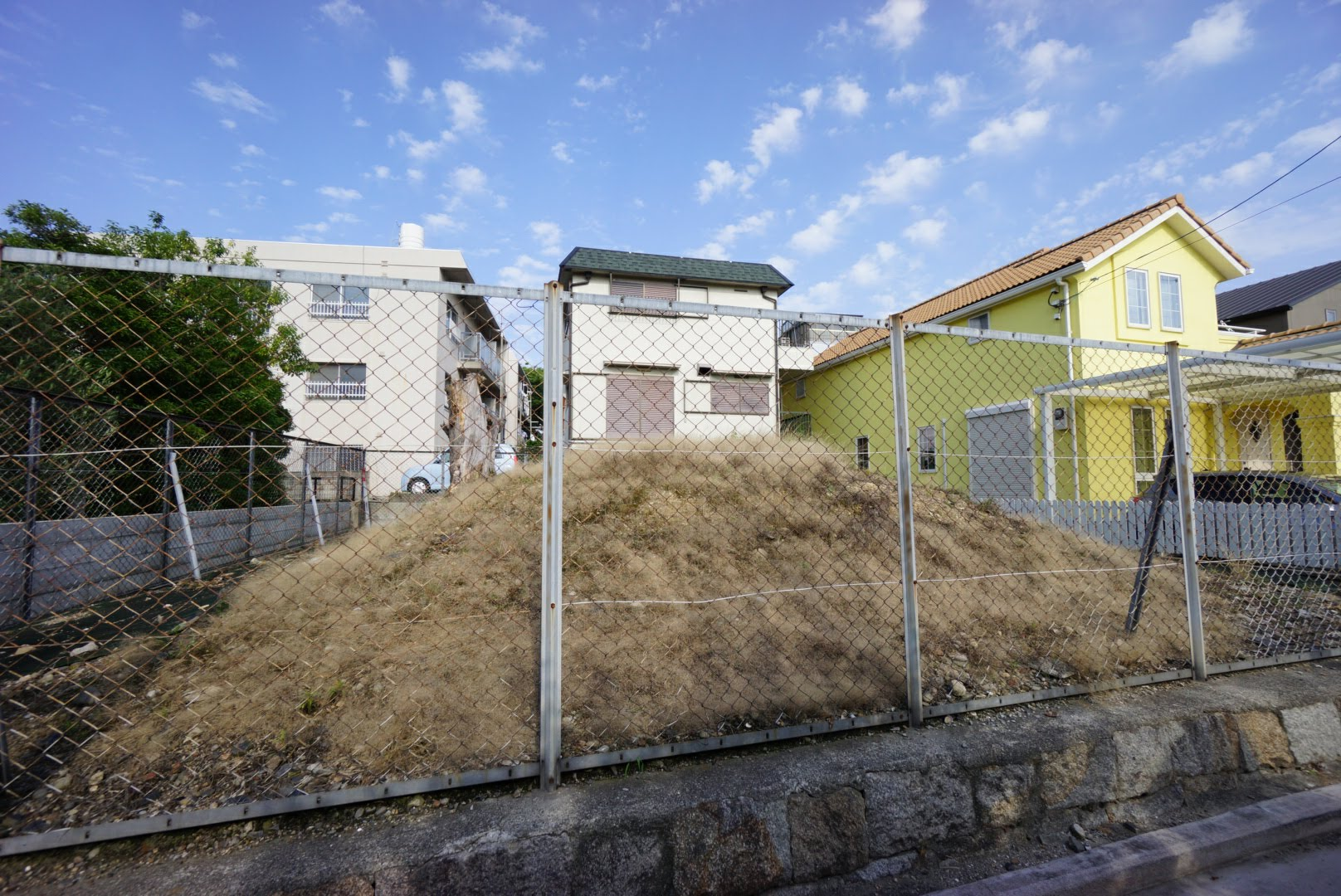
天王古墳

## 出土文物
古墳的出土文物有瑪瑙製勾玉和須惠器台，另外也出土了埴輪，分別有圓筒埴輪、形象埴輪（蓋型埴輪、屋形埴輪、人物埴輪的手的部分）。從這些埴輪的特徵來看，估計可追遡至五世紀後半早期，其中圓筒埴輪大多出土自古墳的後圓部份的東北面。

## 規模
古墳規模如下。
- 田出井山古墳
  - 墳丘長：148米
  - 後圓部份 - 3層
    - 直徑：76米
    - 高：13米

  - 前方部分 - 3層
    - 寬：110米
    - 高：14.8米
- 鈴山古墳
  - 墳丘長：22米
  - 高：3米
- 天王古墳
  - 墳丘長：11米
  - 高：3米

## 周濠
墳丘現在由一條周濠所包圍，原本則是雙重濠，在1980年和1987年堺市教育委員會與宮內廳的調查中得到確認に。另外，內濠與外濠之間的內堤長約23米，外濠則寬約11.5米。

### 引用
1. 1 2 3 4  百舌鳥古墳群（堺市） & 2014年，第13頁.
2. ↑  .   [2018-07-14]. （原始内容存档于2018-07-14） （日语）.
3. ↑   . 堺市教育委員会. 1990. NCID BN06266174 （日语）.
4. ↑  「ザ・古墳群」制作委員会.  . 中島淳. 2018: 103. ISBN 978-4903993-348.
5. ↑  水野正好 ほか.  . 新人物往來社（日语：新人物往来社）. 1994: 150. ISBN 4-404020-953 （日语）.

## 外部連結
- 百舌鳥耳原北陵 （页面存档备份，存于）
- 反正天皇陵古墳（田出井山古墳） （页面存档备份，存于）